# Dankdag Labes
La Dankdag Labes è una struttura geologica della superficie di Cerere.